# 波士頓諮詢公司
波士頓諮詢公司（或稱波士頓顧問公司）為一家管理諮詢公司，在全世界50國中设有超過90家分公司。目前的執行長為李瑞麒。服務對象有企業、政府和機構，涵盖消費品、工業品、能源、醫療保健、高科技、媒體及電信、金融服務及保險等行業。主要業務職能有企業策略、信息技術、企業組織、營銷、和營運效益。

## 历史
1963年，在哈佛商學院畢業的布鲁斯·亨德森創立了BCG。1966年，BCG進入日本市場。1990年，BCG在香港設立辦事處，進軍亞洲華語市場。亞洲華語地區目前有四個辦事處：上海、香港、北京以及台北。共有200多位員工。BCG提出过管理咨詢工具和理論，如BCG矩陣是由公司20世紀60年代提出的一个管理学概念。

## 獎項
BCG获Vault職業出版评为全球第二高声望的管理諮詢公司。在財星雜誌2012年全球「百大最佳企業雇主」排行榜中排行第二。在2012年获CNN选为工商管理碩士的第五佳雇主。

## 服務對象
BCG服務對象包括Google、IBM、福特汽車和美國航空等企業，日本藥製協會、哈佛大學公共衛生學院和俄羅斯聯邦能源部等機構和美國、加拿大、歐洲聯盟等政府。

## 人力资源
BCG新人錄取时多獲予「專員（Associate）」或「顧問（Consultant）」職銜。在新人對業務已有所認識或歷練成熟之後，即授予項目經理、董事經理、以至合夥人兼董事總經理。BCG有提供为期10星期的實習機會予大學生及MBA學生，表現優秀的實習生在畢業後，可獲得全職的工作機會。BCG多先錄用大學生為專員。表现良好的專員可在公司資助下攻讀企業管理碩士學位，畢業後返回BCG。
公司的工作环境被批评为高压，而一位业内人士指这本来就是一份紧张的工作，員工平均一周工作80到100個小時。在公司營運策略的架構下，有許多委員會的成員分別負責擬定具體的措施和裁奪重要的決策。BCG也因此建立了「不進則退」的員工發展藍圖，即所有顧問都必須在公司的發展策略上，每兩年內要往上升遷，不斷地提高所負責的業務範圍。反之，兩年內沒有升遷上的員工則會被BCG開除。
薪水和年終獎金是按照職位、學歷和工作經驗發放。2012年最新資料顯示，BCG年薪加年終獎金由大學本科剛畢業的專員（Associate）的七萬至十萬美元、MBA或博士剛畢業顧問的十四萬至二十萬美元、到合夥人的一百萬美元以上不等，BCG可說是全球薪水加年終獎金待遇最好的公司之一。
每年全球超過12萬名高材生申請BCG的400個職位，新人多半來自包括麻省理工學院、哈佛大學、劍橋大學、牛津大學、史丹佛大學和賓州大學等學校。
BCG被2012有線電視新聞網評为全球第二難面試的公司。

## 內部訓練
BCG所有新進人員都必須先參加為期一週的訓練課程（基礎顧問技能訓練）。所有非商學院的學生都必須完成為期兩週的「迷你企管」課程（Business Essentials Program）。另外，所有顧問每年都需花數週時間參加在職訓練及研討會。

## 競爭對手
BCG與麥肯錫公司、貝恩策略顧問公司等管理顧問公司競爭。

## 出版刊物
BCG每年針對特定的產業或專業領域出版刊物。形式以專文、產業報告、政府委託研究和書籍等為主。許多合夥人會以現代管理問題為撰寫的題材。

## 事務所

### 亞太區
| 奧克蘭1990年成立 曼谷1994年成立 北京2001年成立 香港1990年成立 雅加達1995年成立 吉隆坡1992年成立 墨爾本1990年成立 孟買1996年成立 | 名古屋2003年成立 新德 2002年成立 首爾1994年成立 上海1993年成立 新加坡1995年成立 雪梨1990年成立 台北2003年成立 東京1966年成立 |

### 歐洲與中東區
| 阿布達比2007年成立 阿姆斯特丹1993年成立 雅典2001年成立 巴塞隆納2002年成立 柏林1999年成立 布魯塞爾1993年成立 布達佩斯1997年成立 科隆2001年成立 哥本哈根1998年成立 杜拜2007年成立 杜塞道夫1982年成立 法蘭克福1991年成立 漢堡1994年成立 赫爾辛基1995年成立 伊斯坦堡2003年成立，2005年結束 基輔2007年成立 | 斯本1995年成立 倫敦1970年成立 馬德 1987年成立 米蘭1986年成立 莫斯科1994年成立 慕尼黑歐洲區總部1975年成立 奧斯陸1996年成立 巴黎1972年成立 布拉格2004年成立 羅馬2001年成立 斯德哥爾摩1988年成立 斯图加特1997年成立 維也納1997年成立 華沙1997年成立 蘇黎世1989年成立 |

### 美洲區
| 亞特蘭大1995年成立 波士頓全球營運總部於1963年成立 布宜諾斯艾利斯1995年成立 芝加哥1979年成立 達拉斯1994年成立 底特律2005年成立 休士頓2003年成立 洛杉磯1982年成立 墨西哥市1998年成立 邁阿密2003年成立 | 明尼亞波利斯2007年成立 蒙特雷1993年成立 紐澤西2006年成立 紐約1984年成立 費城2007年成立 舊金山1974年成立 聖地牙哥 (智利) 2002年成立 聖保羅1997年成立 多倫多1993年成立 華盛頓1996年成立 |

## 外部連結
- 波士頓咨询公司 （页面存档备份，存于）（英文）